# Pseudopsellonus papuanus
Genre
Espèce
Pseudopsellonus papuanus, unique représentant du genre Pseudopsellonus, est une espèce d'araignées aranéomorphes de la famille des Philodromidae.

## Distribution
Cette espèce est endémique de Nouvelle-Guinée.

## Publication originale
- Balogh, 1936 : Neue Spinnen aus Neu-Guinea. Zoologischer Anzeiger, vol. 113, p. 237-244.